# Oedicladium tortifolium
Oedicladium tortifolium là một loài Rêu trong họ Myuriaceae. Loài này được (P.C. Chen) Z. Iwats. miêu tả khoa học đầu tiên năm 1979.